# Myospila dolosa
Myospila dolosa är en tvåvingeart som först beskrevs av Stein 1909.  Myospila dolosa ingår i släktet Myospila och familjen husflugor. Inga underarter finns listade i Catalogue of Life.